# Möhring-Denkmal

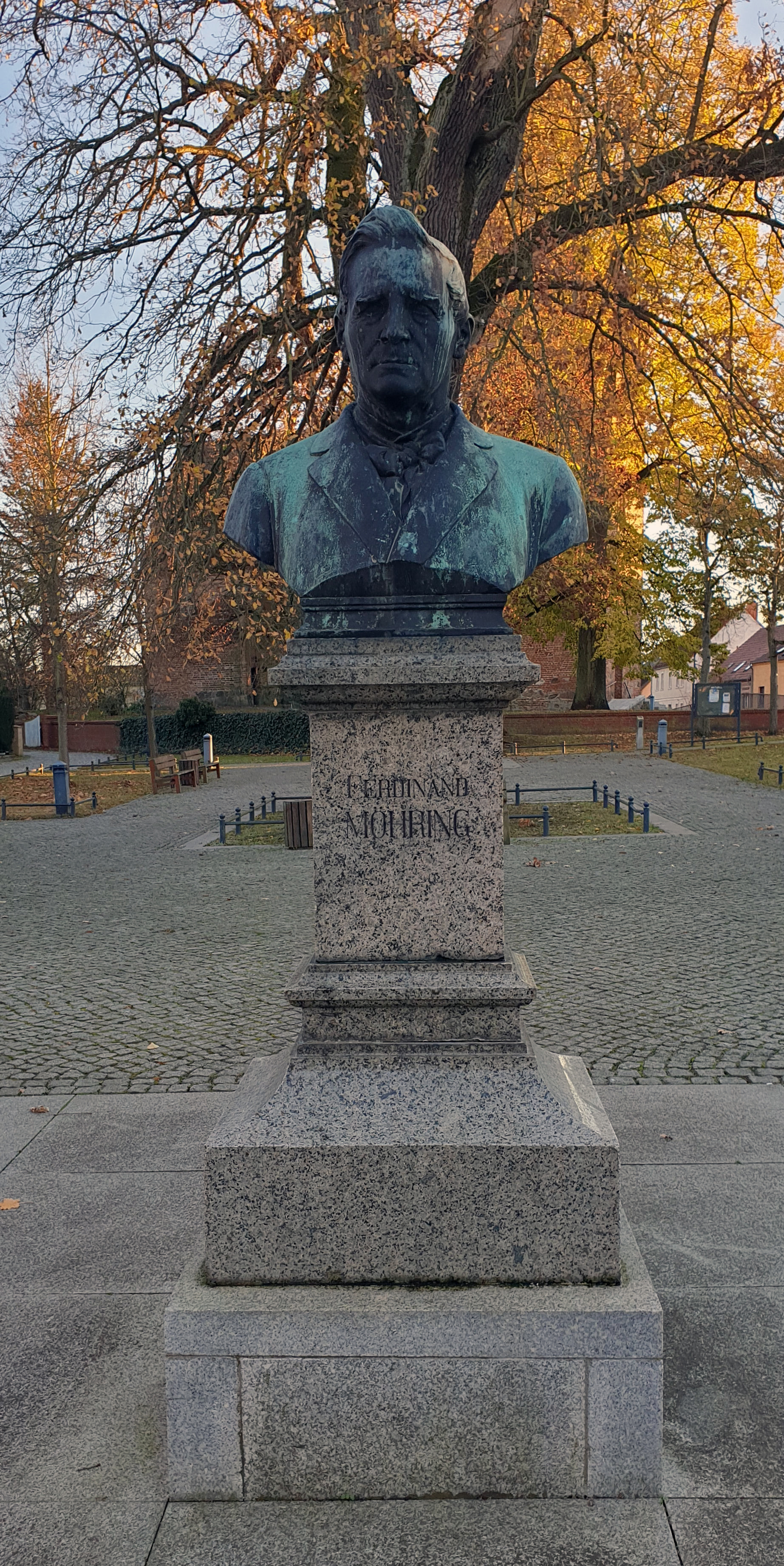
Denkmal (2022); im Hintergrund ist St. Nikolai erkennbar

Das Möhring-Denkmal in Alt-Ruppin, im Brandenburger Landkreis Ostprignitz-Ruppin, würdigt den Sohn des Ortes, den Komponisten und Chorleiter Ferdinand Möhring. Die Bronzebüste wurde 1893 vom Bildhauer Ferdinand Ackermann aus Neuruppin geschaffen und 1897 auf einem Granitsockel sitzend eingeweiht. Nach mehreren Ortswechseln befindet es sich seit 2003 wieder an seinem alten Standort auf dem Kirchplatz (bei Aufstellung Friedrich-Wilhelm-Platz), an der evangelischen Kirche St. Nikolai.

## Ferdinand Möhring
Ferdinand Möhring wurde 1815 in Alt Ruppin geboren und besuchte das Gymnasium in Neuruppin. Er begann eine Lehre zum Baumeister an der Gewerbeschule in Berlin, brach diese jedoch ab und schlug eine musikalische Karriere als Komponist, Organist, Gesangsleiter und Musiklehrer ein. Diese führte ihn von Berlin über Saarbrücken, zurück nach Neuruppin und Alt-Ruppin. 1876 zog er nach Wiesbaden, nachdem er 1874 seine gesamten Ämter aufgegeben hatte. Dort verstarb er im Jahr 1887.

## Denkmalsgeschichte
Auf Initiative des Lehrers Meyer wurde in Alt-Ruppin ein Komitee für ein Denkmal zu Ehren des Stadtsohns gegründet. Finanziert wurde das Projekt einerseits durch Spenden landesübergreifend von Vereinen und andererseits durch Benefizkonzerte zugunsten des Denkmals, darunter in Berlin und Neuruppin. Die Bronzebüste fertigte 1893 der damals noch junge Neuruppiner Bildhauer Ferdinand Ackermann an, der dabei überwiegend nach Fotografien arbeitete.

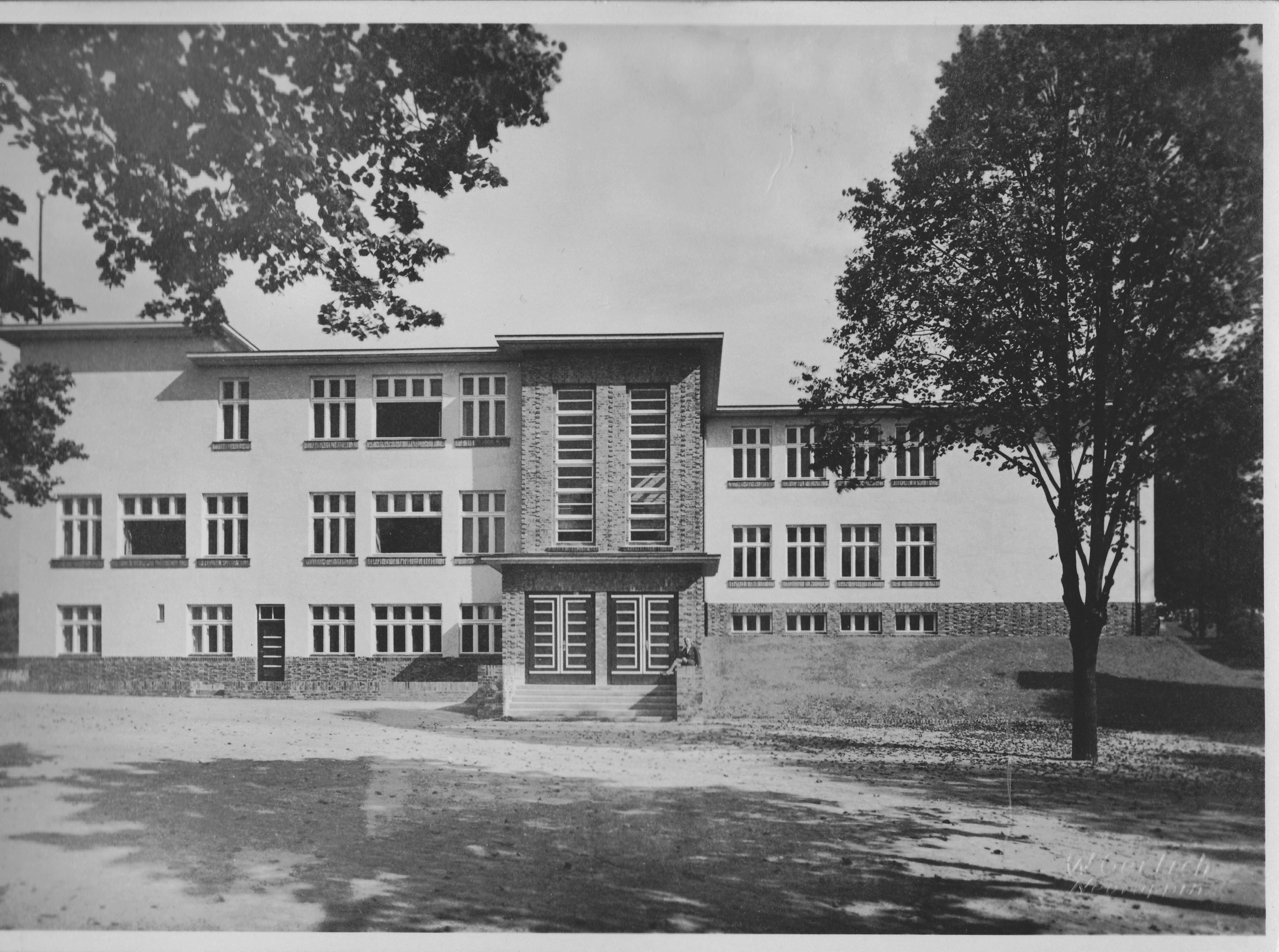
Schule (heute Grundschule am Weinberg), 1930; seit 1953 kurzzeitig Standort des Denkmals

Die Einweihung des Denkmals erfolgte 1897 auf dem damaligen Friedrich-Wilhelm-Platz, dem heutigen Kirchplatz bei St. Nikolai. Nach dem Zweiten Weltkrieg wurde der Platz als sowjetischer Ehrenfriedhof vorgesehen, sodass das Denkmal 1946 abgebaut und bis 1953 im Spritzenhaus auf dem Weinberg eingelagert wurde, bevor es in diesem Jahr einen neuen Standort vor der dortigen Schule erhielt. Hier blieb es nicht lange, denn schon am 19. Mai 1955 wurde das Möhring-Denkmal vor dem Ort seines Geburtshauses eingeweiht. Möhring war eigentlich im Kietzkrug geboren, welcher nicht mehr erhalten ist. Dieses Gebäude befand sich auf der Rückseite des späteren Gasthauses „Zur Börse“ (so zum Zeitpunkt der Aufstellung), wo mittlerweile eine Gedenktafel angebracht ist, heute Breite Straße 13. An dieser Stelle blieb es nun eine längere Zeit, bis es im Zuge der Stadtsanierung 2003 an seinen Originalstandort zurückkehrte. Die Gräber wurden – mit Genehmigung der Russischen Regierung – auf den örtlichen Friedhof verlegt.

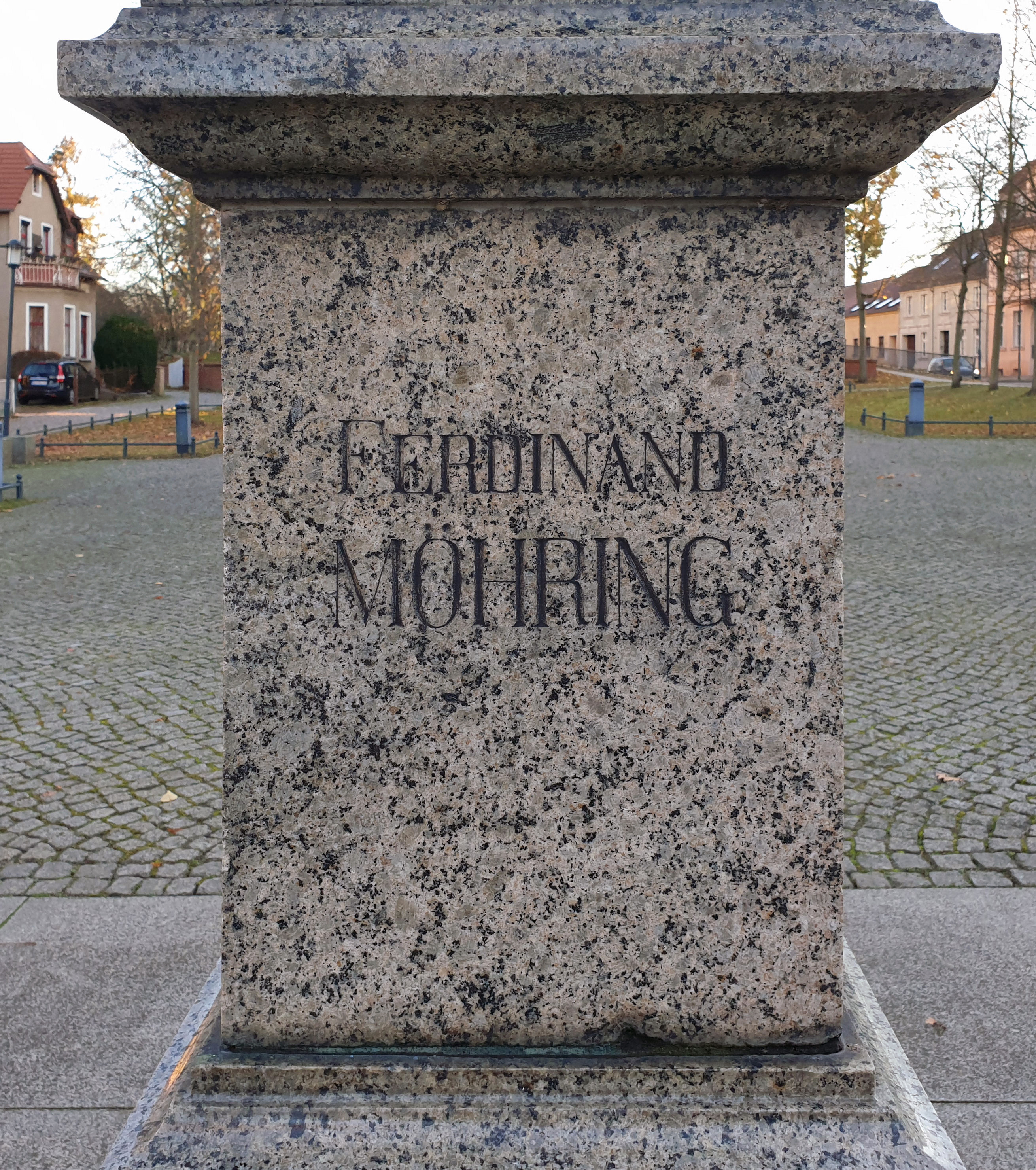
Inschrift auf dem Sockel (2022)

## Beschreibung
Es handelt sich um eine bronzene Büste, die auf einem Sockel aus Granit sitzt. Auf letzterem ist eine Inschrift, bestehend aus seinem Namen in Großbuchstaben angebracht.